# Robert Frost
(Robert Frost, The Road Not Taken, 1916)
Robert Lee Frost (San Francisco, 26 marzo 1874 – Boston, 29 gennaio 1963) è stato un poeta e drammaturgo statunitense; considerato tra i maggiori intellettuali del Novecento.

Firma

Frost è considerato uno dei più influenti e popolari poeti della storia statunitense; vincitore di quattro Premi Pulitzer e premiato con numerosi altri riconoscimenti, le sue raffigurazioni realistiche della vita rurale e la sua padronanza del discorso colloquiale lo resero uno dei poeti americani più famosi del suo tempo.
Nelle sue poesie Frost trattava principalmente episodi di vita quotidiana e, partendo da questi, affrontava poi complessi temi sociali e filosofici.
Robert Frost fu il poeta preferito di John Fitzgerald Kennedy (a cui dedicò una lirica per la sua inaugurazione presidenziale del 1961, e che lo inviò anche in missione diplomatico-culturale in URSS presso Nikita Kruscev).

## Biografia

### Infanzia
Robert Frost nacque a San Francisco, figlio di Isabelle Moodie, scozzese, e William Prescott Frost, Jr., un discendente dei coloni che giunsero nel New Hampshire nel 1634. Frost visse in California fino all'età di 11 anni. Dopo la morte del padre si trasferì, con la madre e la sorella, nel Massachusetts, presso la casa dei nonni paterni.
Si iscrisse al Dartmouth College nel 1892 e più tardi a Harvard, ma non prese mai una laurea. Frost si dedicò a numerose occupazioni dopo aver lasciato la scuola, lavorando come insegnante, calzolaio ed editore dell'opera Sentinel di D. H. Lawrence. La sua prima poesia, My Butterfly, fu pubblicata l'8 novembre del 1894, nel quotidiano The Independent.

### Carriera e successo
Nel 1895, Frost sposò Elinor Miriam White, che diventò la più grande fonte d'ispirazione per le sue poesie fino alla sua morte, avvenuta nel 1938. La coppia si trasferì in Inghilterra nel 1912, dopo il fallimento della loro fattoria. Fu all'estero che Frost incontrò e fu influenzato da numerosi poeti contemporanei britannici come Edward Thomas, Rupert Brooke e Robert Graves. Mentre si trovava in Inghilterra, Frost strinse amicizia con il poeta modernista Ezra Pound, che lo aiutò a promuovere e pubblicare i suoi lavori. Nel 1915, al momento del suo ritorno negli U.S.A., Frost aveva già pubblicato 2 raccolte complete: A Boy's Will e North of Boston, con le quali la sua reputazione si affermò completamente. Negli anni venti fu il più celebre poeta negli U.S.A. e con ogni nuovo libro la sua fama e i suoi onori (inclusi i suoi 4 premi Pulitzer per la poesia) crebbero.
Ricevette anche la medaglia d'oro del Congresso ma mai il Premio Nobel per la Letteratura.
Venne citato ne Le vite di Dubin di Bernard Malamud. Frost visse molti anni in Massachusetts e in Vermont.

### Morte

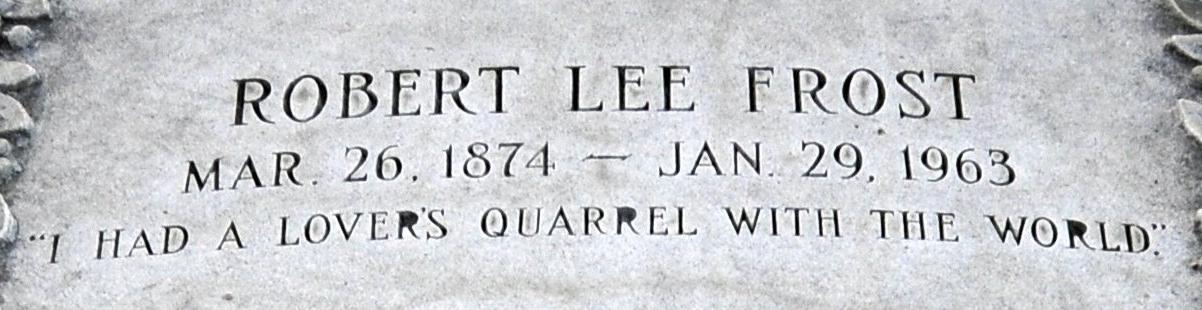
Epitaffio sulla sua tomba

Robert Frost morì a Boston, in una clinica, il 29 gennaio del 1963, di complicanze seguite ad un intervento chirurgico alla prostata per l'asportazione di un tumore maligno, all'età di 88 anni.
L'anno prima, nel 1962, Frost aveva pubblicato una raccolta dal titolo "In the Clearing"; si tratta dell'ultima opera dell'autore. Sulla sua tomba, l'epitaffio recita: "I had a lover's quarrel with the world." ovvero: "Ebbi una lite d'innamorato col mondo."
L'epitaffio è uno stralcio dell'ultimo verso della poesia "The Lesson for Today", datata 1942.

## Vita Privata

### Lutti e vicende personali
(Robert Frost, Conoscenza della notte, traduzione di Giovanni Giudici)

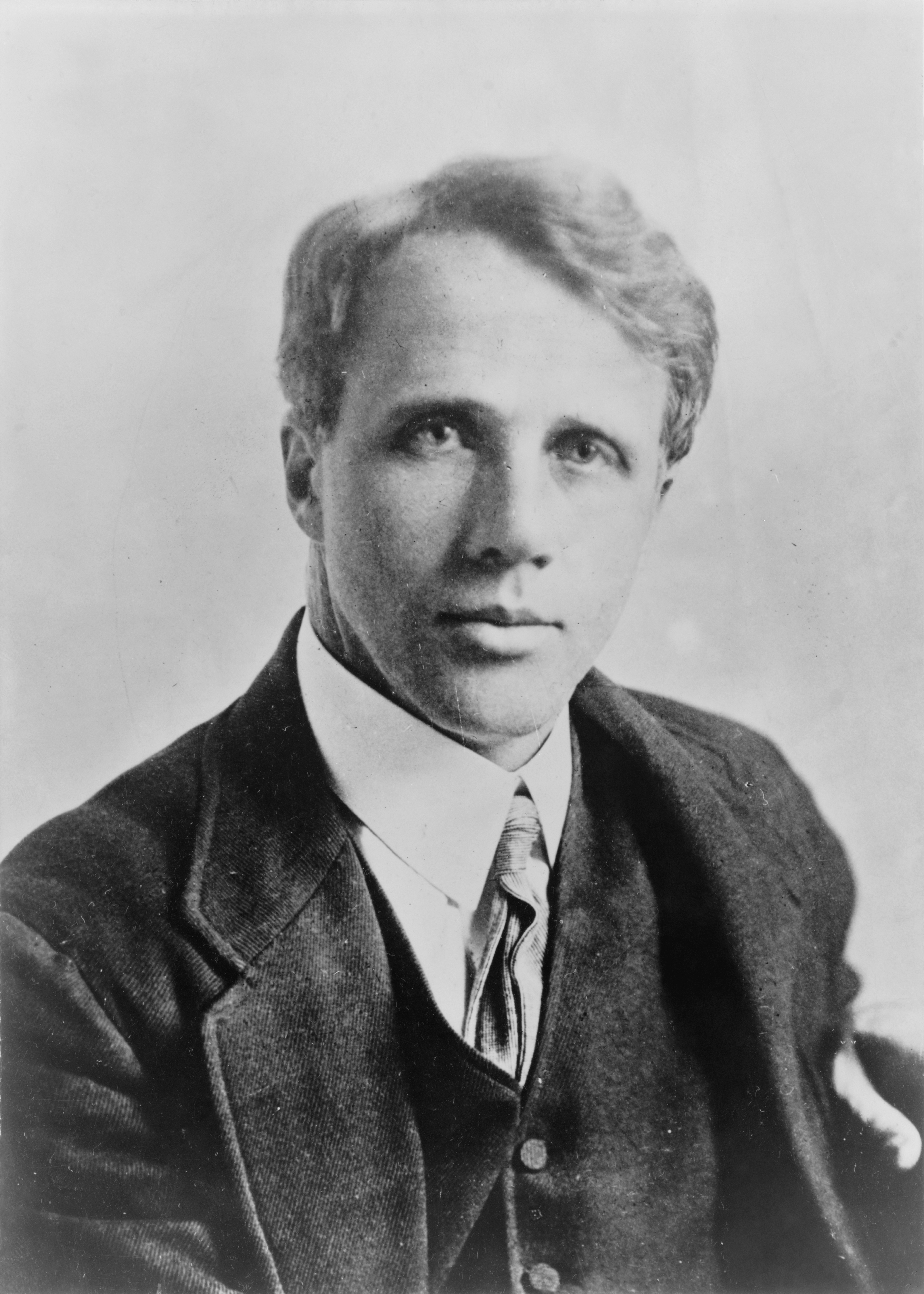
Frost nel 1910

La vita di Frost fu costellata da innumerevoli lutti e tragedie. Quando aveva undici anni, il padre morì di tubercolosi, lasciando nel testamento alla famiglia solamente otto dollari. La madre di Frost morì di cancro nel 1900 e nel 1920 Frost dovette prendere la decisione di mandare la sorella minore all'ospedale psichiatrico dove morì nove anni più tardi. Queste malattie psichiatriche erano chiaramente ereditarie e anche Frost soffrì di depressione come sua madre, sia come reazione agli eventi sia di tipo endogeno. Frost dovette rinunciare a laurearsi a causa di problemi di salute nel 1899. Sua figlia Irma fu mandata in un ospedale psichiatrico nel 1947 e anche la moglie di Frost, Elinor, soffrì a tratti di depressione, così come il figlio Carol, che si suicidò.
Elinor e Robert Frost ebbero sei figli, due figli e quattro figlie, di cui sopravvissero a lungo solo due.
- Elliot (1896–1904, morto di colera)
- Lesley Frost Ballantine (1899–1983)
- Carol (1902–1940, morto suicida)
- Irma (1903–1967)
- Marjorie (1905–1934, morta di febbre puerperale)
- Elinor Bettina (morta solamente tre giorni dopo la nascita, nel 1907)

Alla morte di Frost nel 1963 erano vive soltanto le figlie Lesley e Irma. Sua moglie, che aveva sofferto di problemi cardiaci per tutta la sua vita, era morta nel 1938 a seguito di un arresto cardiaco soltanto un anno dopo che le era stato diagnosticato il cancro al seno.
La sua biografia ha influenzato solo parzialmente le sue poesie, che, a dispetto delle tragiche esperienze personali, non cedono al pessimismo, e contengono spesso immagini dolci e tranquille, volendo dare una speranza a chi le legge, tenendo presente che occorre accettare il dolore come una parte della vita: "in Natura il primo verde è dorato, / e subito svanisce. (...) a foglia segue foglia. / Come l'Eden affondò nel dolore / Così oggi affonda l’Aurora. / Niente che sia d’oro resta".

### Politica e religione
(Robert Frost, 1961)
Frost è sempre stato un poeta dalle visioni politiche conservatrici ma, nonostante ciò, non era solito parlare molto di politica nelle sue opere o nelle apparizioni pubbliche. Egli fu uno dei numerosi americani che criticarono la politica del New Deal attuata da Franklin D. Roosevelt alla fine degli anni '20. Nei suoi ultimi anni di vita fu invece un simpatizzante di John Kennedy, a sua volta grande ammiratore del lavoro di Frost.
Nonostante non appartenesse ad una confessione cristiana particolare, egli era comunque un uomo religioso che era solito autodefinirsi: "Un cristiano del Vecchio Testamento".

## Poetica e influenze

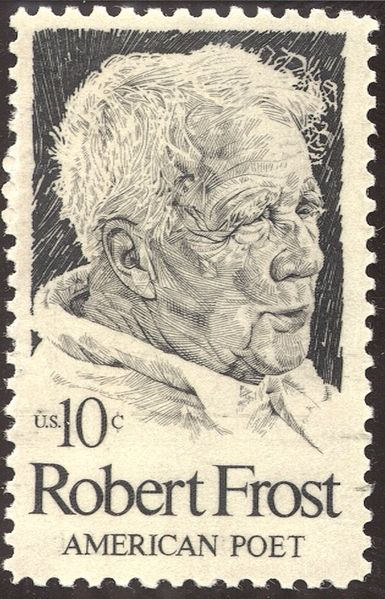
Francobollo emesso in onore di Robert Frost nel 1974

Le sue opere sono principalmente associate al mistero, al pavore e alla "sacralità" insiti nella natura selvaggia e nell'ambientazione della vita e dei paesaggi naturali della New England; sebbene fosse un poeta che utilizzava forme e metrica tradizionali, rimase distaccato dai movimenti letterari e dalle mode del suo tempo, configurandosi come un neoromantico.
Frost è un prosecutore del poeta romantico britannico William Wordsworth, immerso nella linea metafisica americana del trascendalista Ralph Waldo Emerson, e di Emily Dickinson. Su di lui esercitarono una forte influenza anche i contemporanei Robert Graves e Rupert Brooke, come pure Thomas Hardy, William Butler Yeats e John Keats.
Egli tende a superare nella rappresentazione ciò che la natura mostra: tende alla musica interna delle cose, allo svelamento di esse. Il suo metro abituale è il giambico libero e il ritmo è di per sé rappresentazione, è immagine.

## Premi e onorificenze
Frost è stato nominato per il premio Nobel per la letteratura 31 volte, senza mai vincere.

### Premi Pulitzer
- 1924 per Il New Hampshire: una poesia con note e note di grazia
- 1931 per Poesie raccolte
- 1937 per Un'ulteriore gamma
- 1943 per Un albero di testimoni

### Altri premi
- 1963 Premio Bollingen alla carriera

## Opere

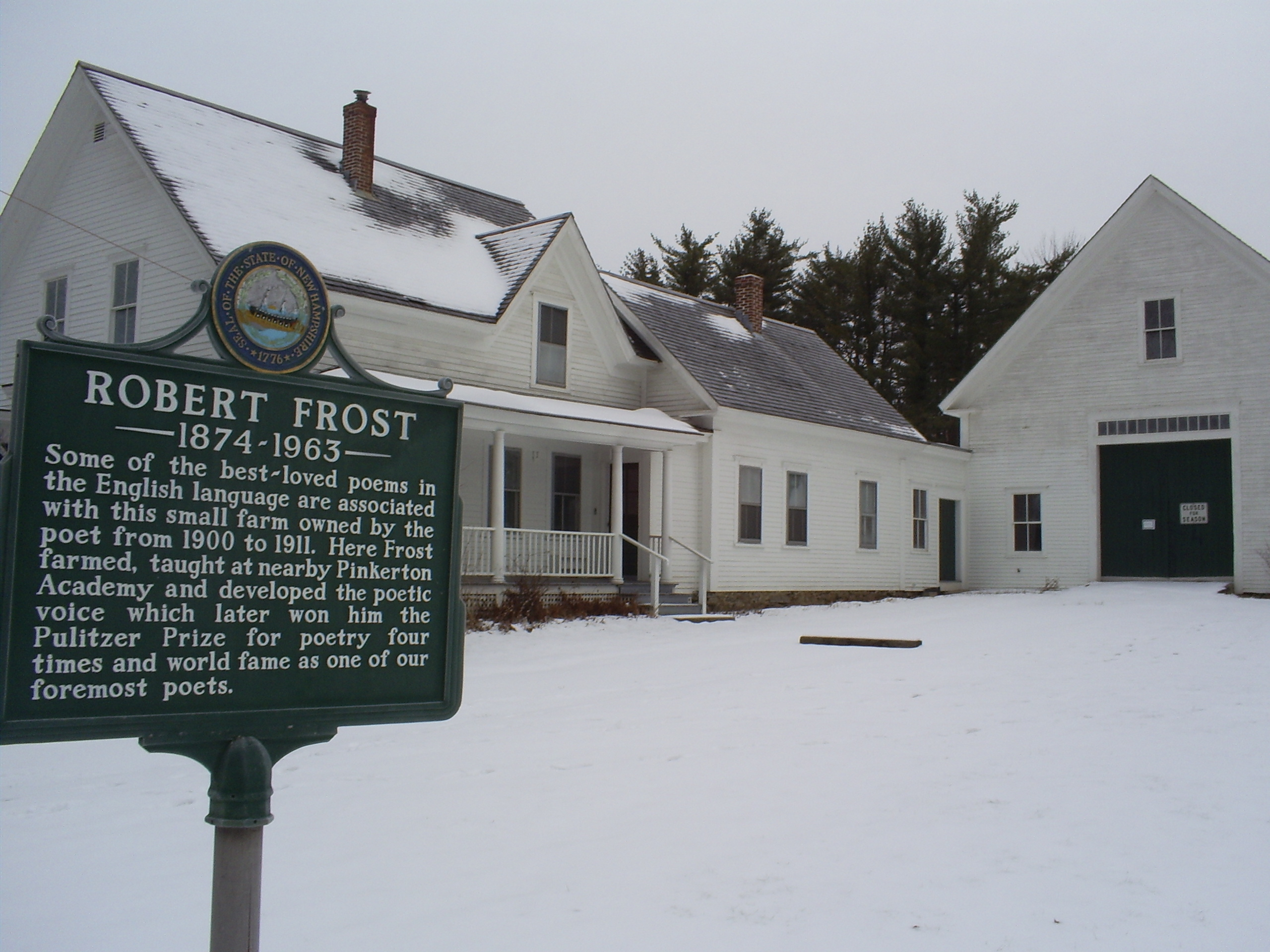
La fattoria di Robert Frost nel New Hampshire, qui ha vissuto dal 1900 al 1911 e vi ha scritto numerose poesie tra le quali Mending Wall.

### Raccolte di poesie
- 1913. A Boy's Will. London: David Nutt (New York: Holt, 1915)
- 1914. North of Boston. London: David Nutt (New York: Holt, 1914)
  - "After Apple-Picking"
  - "The Death of the Hired Man"
  - "Mending Wall"
- 1916. Mountain Interval. New York: Holt
  - "Birches"
  - "Out, Out"
  - "The Oven Bird"
  - "The Road Not Taken"
- 1923. Selected Poems. New York: Holt.
  - "The Runaway"
  - Include anche poesie delle prime tre raccolte
- 1923. New Hampshire. New York: Holt (London: Grant Richards, 1924)
  - "Fire and Ice"
  - "Nothing Gold Can Stay"
  - "Stopping by Woods on a Snowy Evening"
- 1924. Several Short Poems. New York: Holt
- 1928. Selected Poems. New York: Holt.
- 1928. West-Running Brook. New York: Holt
  - "Acquainted with the Night"
- 1929. The Lovely Shall Be Choosers, The Poetry Quartos, printed and illustrated by Paul Johnston. Random House.
- 1930. Collected Poems of Robert Frost. New York: Holt (UK: Longmans Green, 1930)
- 1933. The Lone Striker. US: Knopf
- 1934. Selected Poems: Third Edition. New York: Holt
- 1935. Three Poems. Hanover, NH: Baker Library, Dartmouth College.
- 1935. The Gold Hesperidee. Bibliophile Press.
- 1936. From Snow to Snow. New York: Holt.
- 1936. A Further Range. New York: Holt (Cape, 1937)
- 1939. Collected Poems of Robert Frost. New York: Holt (UK: Longmans, Green, 1939)
- 1942. A Witness Tree. New York: Holt (Cape, 1943)
  - "The Gift Outright"
  - "A Question"
  - "The Silken Tent"
- 1943. Come In, and Other Poems. New York: Holt.
- 1947. Steeple Bush. New York: Holt
- 1949. Complete Poems of Robert Frost. New York: Holt (Cape, 1951)
- 1951. Hard Not To Be King. House of Books.
- 1954. Aforesaid. New York: Holt.
- 1959. A Remembrance Collection of New Poems. New York: Holt.
- 1959. You Come Too. New York: Holt (UK: Bodley Head, 1964)
- 1962. In the Clearing. New York: Holt Rinehart & Winston
- 1969. The Poetry of Robert Frost. New York: Holt Rinehart & Winston.

### Commedie
- 1929. A Way Out: A One Act Play (Harbor Press).
- 1929. The Cow's in the Corn: A One Act Irish Play in Rhyme (Slide Mountain Press).
- 1945. A Masque of Reason (Holt).
- 1947. A Masque of Mercy (Holt).

### Lettere
- 1963. The Letters of Robert Frost to Louis Untermeyer (Holt, Rinehart & Winston; Cape, 1964).
- 1963. Robert Frost and John Bartlett: The Record of a Friendship, realizzata da Margaret Bartlett Anderson (Holt, Rinehart & Winston).
- 1964. Selected Letters of Robert Frost (Holt, Rinehart & Winston).
- 1972. Family Letters of Robert and Elinor Frost (State University of New York Press).
- 1981. Robert Frost and Sidney Cox: Forty Years of Friendship (University Press of New England).
- 2014. The Letters of Robert Frost, Volume 1, 1886–1920, curata da Donald Sheehy, Mark Richardson, and Robert Faggen. Belknap Press, ISBN 978-0674057609.
- 2016. The Letters of Robert Frost, Volume 2, 1920–1928, curata da Donald Sheehy, Mark Richardson, Robert Bernard Hass, and Henry Atmore. Belknap Press, ISBN 978-0674726642.

### Teatro
- A Way Out («The Seven Arts», febbraio 1917; Harbor Press, 1929)
- In an Art Factory
- The Cow's in the Corn (Side Mountain Press, 1929), in versi
- The Guardeen
- A Masque of Reason (Holt, 1945), in versi
- A Masque of Mercy (Holt, 1947), in versi

### Altro
- The Letters of Robert Frost to Louis Untermeyer (Holt, Rinehart & Winston, 1963; Cape, 1964)
- Margaret Bartlett Anderson, Robert Frost and John Bartlett: The Record of a Friendship (Holt, Rinehart & Winston, 1963)
- Selected Letters of Robert Frost, a cura di Lawrance Thompson (Holt, Rinehart & Winston, 1964)
- Interviews with Robert Frost, a cura di Edward Connery Lathem (Holt, Rinehart & Winston, 1966; Cape, 1967)
- Selected prose, a cura di Hyde Cox (Holt, Rinehart & Winston, 1966)
- Family Letters of Robert and Elinor Frost (State University of New York Press, 1972)
- A Time to Talk. Conversations and Indiscetions, a cura di Robert Francis (London: Robson Books, 1972)
- On Writing, a cura di Elaine Barry (New Brunswick: Rutgers University Press, 1973)
- Robert Frost and Sidney Cox: Forty Years of Friendship (University Press of New England, 1981)
- The Collected Prose, a cura di Mark S. Richardson (Rutgers University, 1993)
- Interviews with Robert Frost, a cura di Edward Connery Lathem (Jeffrey Norton Pub, 1997)
- The Notebooks of Robert Frost, a cura di Robert Faggen (Harvard University Press, January 2007)
- Peter J. Stanlis, Conversations with Robert Frost: The Bread Loaf Period (Transaction, 2009)

### Traduzioni italiane
- Conoscenza della notte e altre poesie, trad. di Giovanni Giudici, Collana Supercoralli, Torino: Einaudi 1965, pp. 227; a cura di Massimo Bacigalupo, Collana Oscar Poesia n.32, Milano: Arnoldo Mondadori Editore, 1998, pp. 203, ISBN 88-04-30775-7; Collana Oscar Narrativa n.1380, 1994, pp. 306, ISBN 88-04-38825-0; Collana Poesia del Novecento n.25, Mondadori, 1999, pp. 306, ISBN 88-04-47294-4.
- Le Poesie di Robert Frost nella Traduzione Italiana, traduzione e introduzione di Alessandro Baruffi, LiteraryJoint Press, Philadelphia, PA (2017) ISBN 978-1-365-95641-6.
- Poesie scelte, trad. e introduzione di Franco De Poli, Collana Piccola fenice n.7, Parma, Guanda, 1961, pp. 132.
- Sosta presso un bosco una sera di neve. Poesie, traduzione di Giuseppe D'Ambrosio Angelillo, Acquaviva 2012, ISBN 978-88-78-773-23-3.
- Fuoco e Ghiaccio. Poesie, traduzione di Silvia Bre, A cura di Ottavio Fatica, Adelphi, Milano, 2022, ISBN 978-88-459-3650-0